# Bongdaesan
Bongdaesan (koreanska: 봉대산) är ett berg i Sydkorea.   Det ligger i provinsen Seoul, i den nordvästra delen av landet, i huvudstaden Seoul. Toppen på Bongdaesan är 77 meter över havet.
Terrängen runt Bongdaesan är huvudsakligen platt, men österut är den kuperad. Runt Bongdaesan är det mycket tätbefolkat, med 10 000 invånare per kvadratkilometer. Närmaste större samhälle är Seoul, 12,3 km öster om Bongdaesan. Runt Bongdaesan är det i huvudsak tätbebyggt.